# Нічне (картина Куїнджі)
«Нічне» — картина художника Архипа Куїнджі (1841/1842–1910), написана в 1905–1908 роках. Картина є частиною колекції Державного Російського музею (інв. Ж-4196). Розмір картини — 107 × 169 см.

## Опис
На пагорбі над річкою пасуться коні. Яскраво освітлена місяцем стрічка річки йде в далечінь, оточена безкрайніми просторами рівнин. В остаточній версії картини силуети та розташування коней були змінені — мабуть, з метою досягнення більшої виразності та «ритмічності лінійних контурів».
Картина «Нічне», що вважається незакінченою, була написана Куїнджі в останні роки його життя, і вона розглядається як своєрідний заповіт художника — у певному сенсі його прощальний твір.

## Відгуки
Письменник Михайло Неведомський, автор біографії Куїнджі, писав:
|  | Незакінчена картина «Нічне» (з наміченими фігурами коней, що пасуться) сповнена істинної поезії. У ній є якась широка гармонія, — гармонія чарівних передсвітанкових сутінків на півдні, над спокійною гладдю багатоводної річки, яка так «лежить», так іде від глядача в далечінь, так мирно відбиває сором'язливе світло місячного серпа... Якийсь стомлений і широким сумом віє від усієї картини. Прекрасно передані прозорість неба і враження далі і як скрізь у Куїнджі — «простір»... |

Мистецтвознавець Володимир Петров так писав у своїй статті, присвяченій 150-річчю від дня народження Архіпа Куїнджі, обговорюючи картини пізнього періоду творчості художника :
|  | Мабуть, особливо чудова у тому числі картина «Нічне» (1905–1908, ДРМ), сприймається сьогодні як заповіт художника. З неповторною, властивою тільки йому чуйністю відобразив у ній художник таїнство передранкового наростання світла в степових просторах, на березі спокійної широкої річки, де тихо пасеться, чекаючи на світанок, табун коней. |